# Konsekvenspædagogik
Konsekvenspædagogik handler i teori og praksis om, hvordan deltagere i pædagogiske processer lærer at tage ansvar for konsekvenserne af deres handlinger. Konsekvenspædagogikken blev oprindeligt udviklet af Jens Bay (1940-2013) på baggrund af dennes erfaringer med at lede Træningsskolens Arbejdsmarkedsuddannelser. Der er tale om en praksisbaseret pædagogik, hvor social og faglig læring forenes gennem dannelsen af sociale handlingskompetencer.
Den bygger på en eksistensfilosofisk holdning om, at et hvert menneske har frihed til at vælge sine handlinger og at denne frihed ikke bør udfoldes i handlinger, der virker frihedsbegrænsende for andre. Pædagogikkens anliggende bliver som følge heraf at støtte individets forståelse for, hvordan hans eller hendes handlinger spiller sammen med den sociale omverden. Herved får den enkelte mulighed for på et bevidst grundlag at vælge retning i sit liv.
En almindelig misforståelse i forbindelse med konsekvenspædagogikken er, at der er tale om en straffende og autoritær pædagogik. Det er, for så vidt angår Jens Bays udlægning heraf, ikke rigtigt. En konsekvens er ikke det samme som en straf. Konsekvensen er værdineutral. Den kan være positiv, eller den kan være negativ. Konsekvensen er en logisk følgevirkning af en handling, og i konsekvenspædagogisk optik skal den altid være kendt på forhånd. I pædagogisk praksis skal tydelige rammer sikre, at den enkelte så vidt muligt får mulighed for at overskue konsekvensen af sine handlinger.
Konsekvenspædagogikken har med kombinationen af social og faglig læring især været anvendt i arbejdet med at fastholde udsatte unge i en varig tilknytning til arbejdsmarkedet. I Sverige og Norge har pædagogikken dog også vundet indpas på videregående uddannelser og i fængsler.